# Kejiwan (Wonosobo)
Kejiwan is een bestuurslaag in het regentschap Wonosobo van de provincie Midden-Java, Indonesië. Kejiwan telt 3968 inwoners (volkstelling 2010).